# Романтична плоча
Романтична плоча је осми албум Кемала Монтена. Издат је 1986. године у формату касете. Издавачка кућа је Дискотон DTK 9359.

## Песме
- А1 Стефани
- A2 Не љуби ме тако јако
- A3 Вјеруј ми
- A4 Та ме чаша неће мимоићи
- A5 Зимско море
- Б1 Мартина
- Б2 Вријеме киша
- Б3 Ја бих хтио да си тужна
- Б4 Љубавна пјесма
- Б5 Не буди ме ноћас

## Сараднци
- Аранжер - Рихтман (нумере: А1, Б1, Б2, Б4, Б5), Калођера (нумере: А2 до А5, Б3)
- Пратећи вокали - "Pepel In Kri"
- Продуцент - Ранко Рихтман
- Координатор [Рецензент] - Милан Ступар
- Текст - Дедић (нумере: А1, А4, А5, Б3), Монтено (нумере: А3, Б4), Крзнарић
- Музика - Монтено (нумере: А1 до Б3, Б5)
- Оркестар - Студијски Оркестар Дискотона
- Директор производње [главни и одговорни уредник] - Слободан Вујовић
- Вокали [гост] - Арсен Дедић